# مهن الخدمات
مهن الخدمات هي المهن التي يقوم العاملين فيها بأداء مهمات في أو حول الشركات التجارية أو المؤسسات أو الأسر، أو بإمكاننا القول هي المهن التي تعنى بأداء الخدمات للغير بدل القيام بإنتاج أو تصنيغ غرض ما. تختلف ماهية هذه الخدمات وتكثر الوظائف التي تنتدرج أسفلها وللحصر يمكن تقسيم هذه المهن إلى: 
- المهن التي تعنى بتقديم الخدمات الصحية.
- المهن التي تعنى بتقديم الحماية والأمن.
- المهن التي تعنى بإعداد الطعام وتقديمه.
- المهن التي تعنى بتقديم خدمات البناء والتنظيف والصيانة.
- المهن التي تعنى بتقديم الخدمات الشخصية.
- خدمات أخرى.

## أمثلة على هذه المهن
- وكلاء السفر
- أمناء صندوق البنك
- الممرضون
- مساعدوالصحة المنزلية
- ضباط السجون
- رجال الإطفاء
- مترجموا لغة الإشارة
- حراس الأمن
- الطهاة
- عمال النظافة
- مكافحو الحشرات
- الحلاقون
- العاملون في خدمة رعاية الحيوان
- العاملون في مجال رعاية الأطفال
- المضيفات
- مساعدوالعلاج الطبيعي
- الشرطيون
- المحققون